# Brice Leverdez
Brice Leverdez, né le 9 avril 1986 à La Garenne-Colombes, est un joueur professionnel de badminton et un entrepreneur.
Il détient actuellement treize titres internationaux et a gagné neuf titres de champion de France consécutivement de 2008 à 2015 et en 2019. En octobre 2016, Brice Leverdez bat le n°1 mondial et légendaire Lee Chong Wei (Malaisie). Une victoire réitérée en août 2017, lors des Championnats du monde à Glasgow où il réalise l'exploit d'éliminer le Malaisien au 1er tour. Brice Leverdez devient le 3e joueur européen de l'histoire, après Kenneth Jonassen (Danemark) et Viktor Axelsen (Danemark), qui l'a battu trois fois, à avoir battu Lee Chong Wei plusieurs fois.
Brice Leverdez apparaît comme le meilleur joueur de l’histoire du badminton français en simple hommes (no 1 français pendant 15 ans de 2008 à 2023). Il est également ambassadeur du sport francilien et de l’olympisme depuis novembre 2012.

## Carrière

### Les débuts
Issu d’une famille de sportifs, Brice Leverdez commence le badminton en 1998. Son premier club est Maurepas (Yvelines).
Membre des équipes de France jeunes, multiple médaillé en cadet et junior aux championnats de France, il obtient, avant de rentrer dans la catégorie senior, la deuxième médaille de l’histoire du badminton français, en remportant le bronze en double homme aux championnats d’Europe Junior en 2005 associé à Mathieu Lo Ying Ping.
En 2005, il subit une intervention chirurgicale à un genou à la suite d'un accident de moto survenu en 2004. Peu considéré par le staff de l’équipe de France qui ne le voit pas s’imposer en équipe de France senior, il entame alors une collaboration avec l’entraîneur et ancien no 1 français Bertrand Gallet en signant à l’US Créteil Badminton. À 21 ans, il remporte les championnats de France Senior de badminton 2008 en battant Erwin Kehlhoffner (20-22, 22-20, 21-11) en sauvant 3 volants de match à 17-20 dans le deuxième set. Il conservera ce titre de champion de France en 2009, 2010, 2011, 2012, 2013, 2014, 2015 et 2019. Il était devenu n°1 français en janvier 2009.

### Sur la scène internationale
C'est en 2007 qu’il remporte son premier tournoi sur la scène internationale : l’Open de l’Équateur. Il finit cette saison en s’adjugeant l’Open du Suriname. En 2008, il remporte les internationaux du Pays de Galles. En 2010, il réalise un très bon mois de juillet en atteignant les finales de l'Open du Canada et de l'US Open (Open des États-Unis).
Il entre alors pour la première fois de sa carrière dans le Top 30 mondial, devenant ainsi le meilleur joueur français de l’histoire en simple homme. Sur la période 2007/2010, il aura ainsi gagné 473 places au classement mondial. En 2011, désormais installé durablement dans le top 40 mondial, Brice Leverdez poursuit l’enrichissement de son palmarès en remportant les Opens d’Ukraine et de Belgique.
En 2012, il remporte l’Open d’Espagne puis participe aux Jeux olympiques d'été de Londres en 2012 en simple hommes dans le groupe F. Après avoir battu Edwin Ekiring (Ouganda) 21-12, 21-11 au 1er tour, il s'incline face à la tête de série n°16 Wong Wing Ki (Hong Kong) 21-11, 21-16.
Après une période difficile de quelques mois, due à une décompression post-olympique, il vit une année 2013 très prolifique en remportant 4 titres internationaux : le Grand Prix d’Écosse, les Opens de Tahiti, de Belgique et de Puerto-Rico où il remporte également le double associé à Lucas Corvée.
Cette année 2013 marque aussi l’entrée du badminton au programme des Jeux méditerranéens, compétition qu’il remporte contre le n°1 espagnol Pablo Abian, tandis que son coéquipier de l’équipe de France Matthieu Lo Ying Ping décroche le bronze.

### 2014: une autre dimension
Il atteint en 2014, pour la première fois de sa carrière, le quart de finale des championnats d’Europe Senior de badminton en s’inclinant en trois sets contre le futur vainqueur le danois Jan Ø. Jørgensen.
Lors de la Thomas Cup 2014, l'équipe de France masculine dirigée par Bertrand Gallet et Svetoslav Stoyanov est qualifiée pour la première fois de son histoire dans cette compétition prestigieuse (équivalent de la coupe Davis au tennis). Elle crée l'exploit en atteignant les quarts de finale de cette compétition grâce à une victoire fantastique sur l’équipe de Taïwan, 8e nation mondiale. Brice Leverdez est l’un des grands artisans de cette performance historique puisqu'il bat en simple Chou Tien-chen, le no 1 Taïwanais et 24e mondial, (21-19, 11-21, 21-19) puis il crée la sensation, associé à Lucas Corvée, en apportant le point décisif en battant les no 5 mondiaux Lee Sheng-mu et Tsai Chia-hsin, meilleure performance d'un double homme français (21-14, 13-21, 21-14). Le lendemain il continue sur sa lancée en s'imposant face à Kenichi Tago alors no 4 mondial, seul point rapporté par l'équipe de France contre l’équipe japonaise qui remporte cette compétition.
Après cette première victoire contre un top 5 mondial en simple hommes, il change de dimension en s'imposant régulièrement contre des joueurs du top 10 mondial (Hans-Kristian Vittinghus, Tommy Sugiarto, Chou Tien-chen, etc.). En octobre 2015, il atteint pour la première fois de sa carrière un quart de finale dans un tournoi Superseries Premier (plus haut niveau de tournoi) à l’Open du Danemark.
Grâce à ces nombreuses performances, il obtient le meilleur classement mondial de sa carrière à ce jour : 22e mondial au 20 novembre 2014.

### 2016: l’exploit
Le président de la Fédération française de badminton et le directeur technique national lui signifient qu’il ne peut continuer à bénéficier des aides fédérales, s’il ne se plie pas aux entraînements uniquement collectifs proposés par l’encadrement de l’équipe de France Senior. Sous la houlette de Bertrand Gallet, son entraîneur de toujours, il constitue un staff composé d’anciens joueurs de haut-niveau (Olivier Fossy, Mathieu Lo Ying Ping, Simon Maunoury, Jean-Michel Lefort et Svetoslav Stoyanov) afin de pouvoir continuer à individualiser son entraînement.
La Fédération fait néanmoins appel à lui pour la Thomas Cup Europe ; en remportant le premier simple hommes contre l’Angleterre en demi-finale (victoire sur le no 1 anglais et 17e mondial, Rajiv Ouseph (10-21, 22-20, 21-8), il réalise la performance qui permet à l’équipe de France masculine de badminton de remporter sa première médaille de l’histoire. Le lendemain, en finale, il bat le no 1 danois et 4e mondial Jan Ø. Jørgensen mais sera le seul à l’emporter (la France obtiendra la médaille d’argent de cette compétition en s’inclinant 4-1 contre les Scandinaves).
Brice Leverdez rentre encore plus dans l’histoire du badminton français en participant aux Jeux Olympiques à Rio devenant ainsi le seul Français de l’histoire à participer à deux Jeux olympiques en simple hommes. En poule, après une première victoire contre l’Estonien Raul Must, il s’incline contre le Danois, 4e mondial, Jan Ø. Jørgensen, qui l'avait éliminé en quart de finale des championnats d’Europe Senior qui s’étaient déroulés en France quelques mois plus tôt (Vendéspace à Mouilleron-le-Captif).
En octobre 2016, après une période post olympique une nouvelle fois délicate comme en 2012, il réalise alors en quart de finale à l’Open du Danemark, l’impensable pour un européen non danois, de battre le légendaire no 1 mondial Lee Chong Wei, triple vice-champion olympique, qui n’avait plus perdu contre un Européen depuis six ans. Il atteint les demi-finales de cet open prestigieux améliorant ainsi son meilleur résultat dans une compétition d’une telle envergure (Super Series Premier).
Lors des championnats du monde 2017 qui se déroulent à Glasgow en Écosse, Brice Leverdez réitère son exploit en battant une nouvelle fois le Malaisien Lee Chong Wei (n°2 mondial) dès le 1er tour en 3 sets (21-19, 22-24, 21-17) en ayant eu deux volants de match dans le deuxième set.

## Palmarès

### Jeux européens
| Année | Adversaire      | Score.              | Résultat  |
| ----- | --------------- | ------------------- | --------- |
| 2019  | Anders Antonsen | 19-21, 21-14, 10-21 | Finaliste |

### Jeux méditerranéens
| Année | Adversaire  | Score        | Résultat  |
| ----- | ----------- | ------------ | --------- |
| 2013  | Pablo Abián | 21-17, 23-21 | Vainqueur |

### Tournois BWF
| Année | Compétition               | Adversaire              | Score               | Résultat  |
| ----- | ------------------------- | ----------------------- | ------------------- | --------- |
| 2020  | Open du Portugal          | Lucas Corvée            | 21-10 21-12         | Vainqueur |
| 2015  | Open d'Italie             | Marc Zwiebler           | 21-17, 14-21, 26-24 | Vainqueur |
| 2014  | Open de Pologne           | Rasmus Fladberg         | 21-06, 21-16        | Vainqueur |
| 2013  | Open de Suisse            | Vladimir Malkov         | 22-20, 21-14        | Vainqueur |
| 2013  | Open d’Écosse             | Henri Hurskainen        | 21-08, 16-21, 21-16 | Vainqueur |
| 2013  | Open de Porto Rico        | Daniel Paiola           | 21-17, 21-14        | Vainqueur |
| 2013  | Open de Tahiti            | Matthieu Lo Ying Ping   | 21-14, 21-06        | Vainqueur |
| 2012  | Open d'Espagne            | Gabriel Ulldahl         | 21-13, 22-24, 21-18 | Vainqueur |
| 2011  | Open de Belgique          | Andre Kurniawan Tedjono | 21-07, 13-21, 21-11 | Vainqueur |
| 2011  | Open d'Ukraine            | Dmytro Zavadsky         | 09-21, 21-14, 21-14 | Vainqueur |
| 2010  | International du Canada   | Kęstutis Navickas       | 16-21, 21-18, 14-21 | Finaliste |
| 2008  | Open du Pays de Galles    | Kieran Merrilees        | 21-15, 18-21, 21-19 | Vainqueur |
| 2007  | International de Carebaco | Raju Rai                | 21-12, 21-17        | Vainqueur |
| 2007  | Open d’Équateur           | Ricardo Fernandes       | 21-16, 21-17        | Vainqueur |

### Classements
Son meilleur classement a été 19e mondial, 3e européen et 1er français en simple hommes. 
Il s'agissait du meilleur classement atteint par un joueur de simple hommes français, jusqu'à ce que Toma Junior Popov puis Alex Lanier le dépassent en 2024.

## Études
De 2014 à 2017, Brice Leverdez a étudié à Sciences Po Paris, en parallèle de son parcours sportif.
Diplômé du Brevet d'Etat Educateur Sportif 1er degré option badminton 
Diplômé du BPJEPS mention Activités de la forme option musculation / haltérophilie 
Diplômé du BPJEPS mention Activités de la forme option cours collectifs 

## Commerce
Président et cofondateur de l'entreprise de prêt-à-porter LEVERDEZ SAS depuis sa création en avril 2016,,.
Président et fondateur de la société LEVERDEZ12000 au sein de laquelle la LEVERDEZ ACADEMY voit le jour en 2023 à la suite de l'arrêt de sa carrière de joueur professionnel. 

## Après-carrière
Brice Leverdez lance la LEVERDEZ ACADEMY et décide de développer ses activités liées à l'enseignement du badminton en France et en Indonésie à Bali. 